# Lewis Ferguson
Lewis Ferguson (Hamilton, Escocia, 24 de agosto de 1999) es un futbolista escocés que juega como centrocampista en el Bologna F. C. 1909 de la Serie A.

## Trayectoria

### Hamilton Academical
Lewis Ferguson es canterano del Hamilton Academical, llegó al club Accies a los 13 años procedente de Rangers. Ahí realizaría su debut profesional, sería el 24 de enero de 2018 contra Heart of Midlothian, Lewis estaría de titular y jugaría todo el partido pero el resultado final acabaría en derrota 3-0. Hamilton Academical anunciaría la salida de Lewis Ferguson al Aberdeen FC en mayo de 2018.

### Aberdeen FC
El Aberdeen ficharía a Lewis Ferguson por la suma de 265 mil euros. Su debut con el club llegaría el 26 de julio de 2018 contra el Burnley por la fase clasificatoria para la Liga Europa, el encuentro acabaría 1-1, Lewis estaría de titular y saldría del campo en el minuto 57.
El 4 de noviembre de 2018 marcaría su primer gol como profesional, lo haría contra el Kilmarnock de tiro libre en el minuto 87, dándole la victoria al Aberdeen 2-1.
En febrero de 2019 Lewis Ferguson firmaría un contrato con que tendría ligado con el Aberdeen hasta 2024. al final de la temporada 2018-19, Lewis Ferguson sería nominado al premio Jugador joven del año de la PFA Escocia, pero el premio lo acabaría ganando el jugador inglés Ryan Kent.

## Estadísticas

### Clubes
| Club | Div.          | Temporada     | Liga(1) | Liga(1) | Liga(1) | Copas nacionales(2) | Copas nacionales(2) | Copas nacionales(2) | Copas internacionales(3) | Copas internacionales(3) | Copas internacionales(3) | Total(4) | Total(4) | Total(4) |
| Club | Div.          | Temporada     | Part.   | Goles   | Asist.  | Part.               | Goles               | Asist.              | Part.                    | Goles                    | Asist.                   | Part.    | Goles    | Asist.   |
| --- | ------------- | ------------- | ------- | ------- | ------- | ------------------- | ------------------- | ------------------- | ------------------------ | ------------------------ | ------------------------ | -------- | -------- | -------- |
| Hamilton Academical F. C. Escocia | 1.ª           | 2017-18       | 13      | 0       | 1       | 1                   | 0                   | 0                   | —                        | —                        | —                        | 14       | 0        | 1        |
| Hamilton Academical F. C. Escocia | Total club    | Total club    | 13      | 0       | 1       | 1                   | 0                   | 0                   | 0                        | 0                        | 0                        | 14       | 0        | 1        |
| Aberdeen F. C. Escocia | 1.ª           | 2018-19       | 33      | 6       | 1       | 9                   | 1                   | 1                   | 2                        | 1                        | 0                        | 44       | 8        | 2        |
| Aberdeen F. C. Escocia | 1.ª           | 2019-20       | 28      | 1       | 4       | 5                   | 1                   | 0                   | 6                        | 1                        | 0                        | 39       | 3        | 4        |
| Aberdeen F. C. Escocia | 1.ª           | 2020-21       | 35      | 9       | 2       | 3                   | 0                   | 0                   | 3                        | 1                        | 0                        | 41       | 10       | 2        |
| Aberdeen F. C. Escocia | 1.ª           | 2021-22       | 36      | 11      | 1       | 3                   | 1                   | 0                   | 6                        | 4                        | 0                        | 45       | 16       | 1        |
| Aberdeen F. C. Escocia | Total club    | Total club    | 132     | 27      | 8       | 20                  | 3                   | 1                   | 17                       | 7                        | 0                        | 169      | 37       | 9        |
| Bologna F. C. 1909 · Italia | 1.ª           | 2022-23       | 32      | 7       | 0       | 1                   | 0                   | 0                   | —                        | —                        | —                        | 33       | 7        | 0        |
| Bologna F. C. 1909 · Italia | 1.ª           | 2023-24       | 31      | 6       | 3       | 2                   | 0                   | 1                   | —                        | —                        | —                        | 33       | 6        | 4        |
| Bologna F. C. 1909 · Italia | 1.ª           | 2024-25       | 16      | 1       | 1       | 3                   | 0                   | 0                   | 5                        | 0                        | 0                        | 24       | 1        | 1        |
| Bologna F. C. 1909 · Italia | Total club    | Total club    | 79      | 14      | 4       | 6                   | 0                   | 1                   | 5                        | 0                        | 0                        | 90       | 14       | 5        |
| Total carrera | Total carrera | Total carrera | 224     | 41      | 13      | 27                  | 3                   | 2                   | 22                       | 4                        | 0                        | 273      | 51       | 15       |
| (1) Incluye datos del Ronda por el campeonato de la Liga Escocesa / Ronda por el descenso de la Liga Escocesa. (2) Incluye datos de la Scottish Challenge Cup / Copa de la Liga de Escocia / Copa de Escocia. (3) Incluye datos de la Ronda de clasificación para la Liga Europa. (4) No incluye datos de partidos amistosos. |               |               |         |         |         |                     |                     |                     |                          |                          |                          |          |          |          |

## Palmarés

### Títulos nacionales
| Título      | Club               | País   | Año  |
| ----------- | ------------------ | ------ | ---- |
| Copa Italia | Bologna F. C. 1909 | Italia | 2025 |